# Liste des aéroports en Mongolie

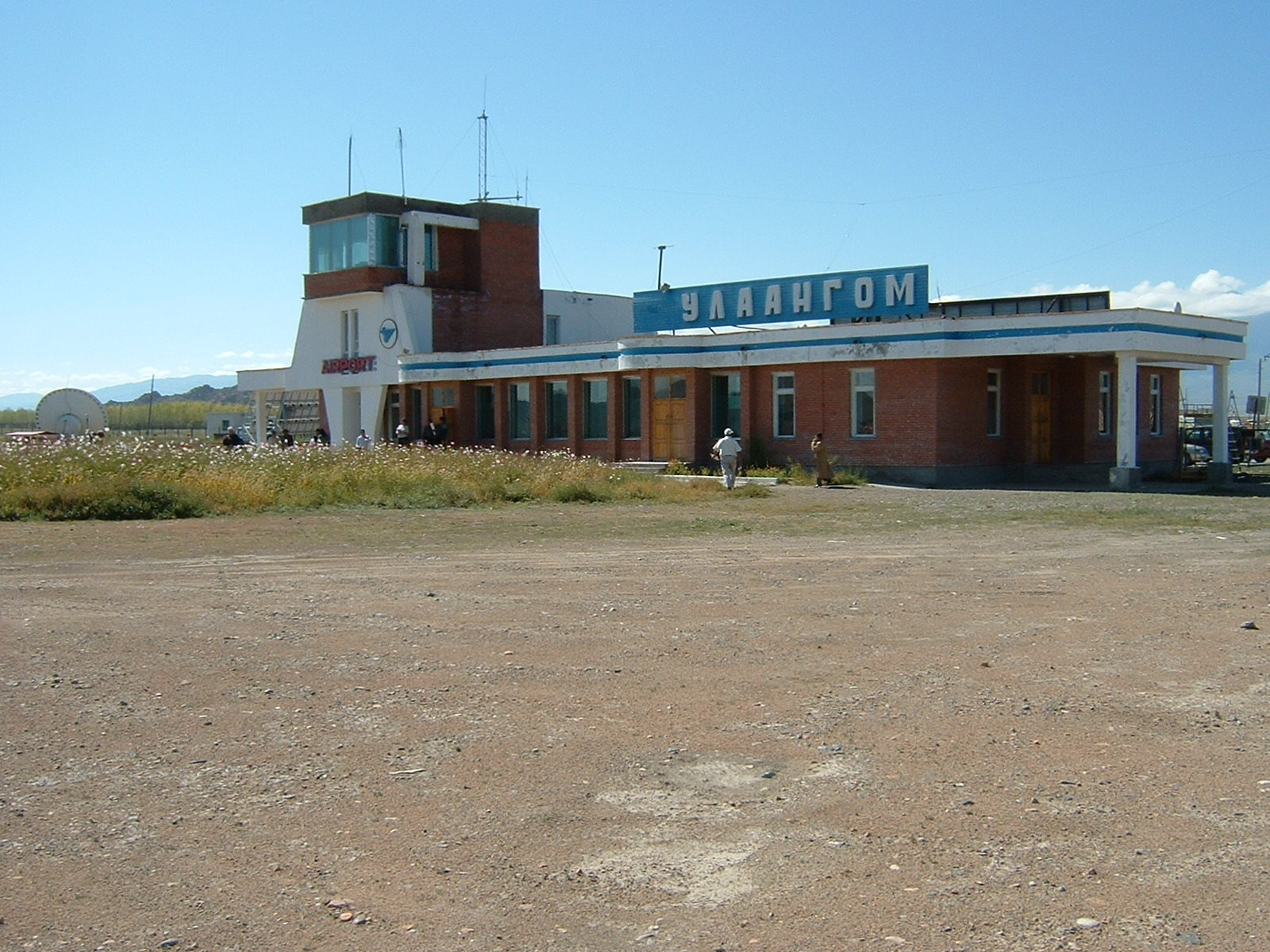
Photo de l'aéroport d'Ulaangom, situé au nord-ouest du pays

Il s'agit d'une liste d'aéroports en Mongolie, regroupés par type et triés par emplacement.

## Aéroports
Les noms d'aéroports indiqués en gras indiquent que l'aéroport propose un service régulier sur des compagnies aériennes commerciales.
| Airport name                                                                      | City served                   | Type          | Province     | ICAO | IATA | Runway(s)                                                           | Coordinates                         |
| --------------------------------------------------------------------------------- | ----------------------------- | ------------- | ------------ | ---- | ---- | ------------------------------------------------------------------- | ----------------------------------- |
| Chinggis Khaan International Airport                                              | Oulan-Bator                   | International | (capitale)   | ZMCK | UBN  | 3600 m x 45 m, concrete                                             | 47° 39′ 00″ N, 106° 49′ 08″ E       |
| Buyant-Ukhaa International Airport (formerly Chingis Khaan International Airport) | Oulan-bator                   | International | (capitale)   | ZMUB | ULN  | 14/32: 3100m x 60m, asphalt 15/33: 2000m x 40m, grass               | 47° 50′ 35″ N, 106° 45′ 59″ E       |
| Altai Airport                                                                     | Altai                         | Domestique    | Govi-Altai   | ZMAT | LTI  | 10/28: 2290m x 60m, grass                                           | 46° 22′ 33″ N, 96° 13′ 09″ E        |
| Arvaikheer Airport                                                                | Arvayheer                     | Domestique    | Övörhkangai  | ZMAH | AVK  | 14/32: 2300m x 50m, grass                                           | 46° 15′ 09″ N, 102° 47′ 57″ E       |
| Baruun-Urt Airport                                                                | Baruun-Urt                    | Domestique    | Sükhbaatar   | ZMBU | UUN  | 18/36: 2200m x 50m, grass                                           | 46° 39′ 37″ N, 113° 17′ 07″ E       |
| Baruunturuun Airport                                                              | Baruunturuun                  | Domestique    | Uvs          |      |      | 01/19: 2200m x 50m, grass                                           | 49° 40′ 20,64″ N, 94° 22′ 21″ E     |
| Bayankhongor Airport                                                              | Bayanhongor                   | Domestique    | Bayankhongor | ZMBH | BYN  | 16L/34R: 2800m x 35m, asphalt/concrete 16R/34L: 2100m x 50m, grass  | 46° 10′ 14″ N, 100° 42′ 00″ E       |
| Bulgan Airport                                                                    | Bulgan                        | Domestique    | Bulgan       | ZMBN | UGA  | 13/31: 1900m x 50m, grass                                           | 48° 51′ 15″ N, 103° 29′ 03″ E       |
| Bulgan Airport, Khovd                                                             | Bulgan, Khovd                 | Domestique    | Khovd        | ZMBS | HBU  | 17/35: 1800m x 40m, grass                                           | 46° 06′ 06″ N, 91° 34′ 55″ E        |
| Choibalsan Airport                                                                | Choybalsan                    | Domestique    | Dornod       | ZMCD | COQ  | 12/30: 2600m x 40m, concrete                                        | 48° 08′ 08″ N, 114° 38′ 46″ E       |
| Dadal Airport                                                                     | Dadal                         | Domestique    | Khentii      | ZMDA |      | 14/32: 1600m x 40m, unpaved                                         | 49° 00′ 54″ N, 111° 30′ 28″ E       |
| Dalanzadgad Airport                                                               | Dalanzadgad                   | Domestique    | Ömnögovi     | ZMDZ | DLZ  | 03/21: 2300m x 50m, concrete                                        | 43° 36′ 31″ N, 104° 22′ 01″ E       |
| Donoi Airport                                                                     | Uliastay                      | Domestique    | Zavkhan      | ZMDN | ULZ  | 03/21: 2300m x 50m, concrete                                        | 47° 42′ 46″ N, 96° 31′ 27″ E        |
| Kharkhorin Airport                                                                | Kharkhorin                    | Domestique    | Övörkhangai  | ZMHH | KHR  | 01/19: 1800x x 50m, grass                                           | 47° 14′ 48″ N, 102° 49′ 34″ E       |
| Khatgal Airport                                                                   | Khatgal                       | Domestique    | Khövsgöl     | ZMHG | n.a. | 15/33: 2400m x 30m, unpaved                                         | 50° 26′ 33,72″ N, 100° 07′ 56,28″ E |
| Khovd Airport                                                                     | Khovd                         | Domestique    | Khovd        | ZMKD | HVD  | 16L/34R: 2850m x 49m, asphalt/concrete 16R/34L: 2000m x 50m, grass  | 47° 57′ 41″ N, 91° 37′ 33″ E        |
| Khujirt Airport                                                                   | Khujirt                       | Domestique    | Övörkhangai  | ZMHU | HJT  | 09/27: 2200m x 60m, grass                                           | 46° 55′ 31″ N, 102° 46′ 29″ E       |
| Mandalgovi Airport                                                                | Mandalgovi                    | Domestique    | Dundgovi     | ZMMG | MXW  | 18/36: 1800m x 40m, grass                                           | 45° 44′ 08″ N, 106° 16′ 10″ E       |
| Mörön Airport                                                                     | Mörön                         | Domestique    | Khövsgöl     | ZMMN | MXV  | 10L/28R: 2440m x 42m, asphalt/concrete 10R/28L: 2000m x 40m, gravel | 49° 39′ 47″ N, 100° 05′ 57″ E       |
| Ovoot Airport                                                                     | Ovoot Tolgoi / Nariin Sukhait | Domestique    | Ömnögovi     | ZMGT | n.a. | 2220m x 30m, concrete                                               | 43° 00′ 41,76″ N, 101° 20′ 01,68″ E |
| Khanbumbat Airport                                                                | Oyuu Tolgoi                   | Domestique    | Ömnögovi     | ZMKB | n.a. | 15/33: 3250m x 45m, concrete                                        | 43° 08′ 05″ N, 106° 50′ 47″ E       |
| Tavan Tolgoi Airport                                                              | Tavan Tolgoi                  | Domestique    | Ömnögovi     | ZMTT | n.a. | 2350m x 30m, grass                                                  | 43° 46′ 25″ N, 105° 34′ 44″ E       |
| Tosontsengel Airport                                                              | Tosontsengel                  | Domestique    | Zavkhan      | ZMTL | n.a. | 10/28: 2400m x 50m, grass                                           | 48° 44′ 21″ N, 98° 17′ 24″ E        |
| Tsetserleg Airport                                                                | Tsetserleg                    | Domestique    | Arkhangai    | ZMTG | TSZ  | 14/32: 1650m x 35m, grass                                           | 47° 27′ 50″ N, 101° 28′ 54″ E       |
| Ulaangom Airport                                                                  | Ulaangom                      | Domestique    | Uvs          | ZMUG | ULO  | 15/19: 2697m x 30m, concrete                                        | 50° 04′ 02″ N, 91° 56′ 16″ E        |
| Ölgii Airport                                                                     | Ölgii                         | Domestique    | Bayan Ölgii  | ZMUL | ULG  | 13/31: 2850m x 30m, concrete                                        | 48° 59′ 40″ N, 89° 55′ 11″ E        |
| Öndörkhaan Airport                                                                | Öndörkhaan                    | Domestique    | Khentii      | ZMUH | UNR  | 06/24: 1800m x 50m, grass                                           | 47° 18′ 15″ N, 110° 36′ 27″ E       |